# Gérald Branca
Pour les articles homonymes, voir Branca.
Pas d'image ? Cliquez ici

a Compétitions nationales et continentales officielles uniquement.

b Matchs officiels uniquement.
Dernière mise à jour le 1 avril 2025.
Gérald Branca (29 décembre 1902 à Sedan - 4 décembre 1983 à Badens) était un joueur de rugby à XV français.

## Biographie
Bien que né à Sedan, où son père le Commandant Napoléon Branca était en garnison, Gérald Branca est un authentique fils du Minervois de Badens.
Selon la tradition familiale Gérald Branca aura une élogieuse carrière militaire : diplômé de l'école militaire de Saint-Cyr, breveté pilote de chasse et de ballon dirigeable ; lorsqu'en 1945 il quitte l'armée il a le grade de lieutenant-colonel.
Mais le titre de gloire de Gérald Branca, ce dont il était le plus fier et heureux, était celui de joueur de rugby à XV ; il joua au poste de troisième ligne centre. Formé à la Violette de Toulouse, Gérald Branca joue à Paris au Stade français entre 1927 et 1929, il est sélectionné dans l'équipe de France, disputant trois matchs dans le cadre du Tournoi des Cinq Nations, un contre l'Écosse lors de l'édition 1928 et deux dans l'édition 1929, contre l'Écosse et l'Irlande. 
Entre 1930 et 1935, il joue à Toulouse au Stade toulousain. Il termine sa carrière en 1936 à Lyon, où il épouse Josette Lair qui est membre de l'équipe de France de hockey sur gazon. Entraîneur des juniors du Stade toulousain, ces derniers sont Champion de France en 1947. Par la suite, Gérald Branca assume la présidence du Stade toulousain, section rugby[réf. nécessaire].
Il revient définitivement à Badens, au château familial de Sainte-Eulalie où, transformé en vigneron, il exploite un vignoble  du domaine de Sainte-Eulalie et élabore un vin Minervois.
Gérald Branca est mort le 4 décembre 1983. Il repose dans le cimetière de Badens.